# باشگاه فوتبال پرسیوا وامنا
باشگاه فوتبال پرسیوا وامنا که معمولاً به عنوان پرسیوا وامنا شناخته می‌شود، یک باشگاه فوتبال اندونزیایی مستقر در وامنا، هایلند پاپوآ بود. آنها آخرین بار در لیگ ۲ بازی کردند.